# Baselga di Piné
Baselga di Piné is een gemeente in de Italiaanse provincie Trente (regio Trentino-Zuid-Tirol) en telt 4700 inwoners (31-12-2004). De oppervlakte bedraagt 40 km², de bevolkingsdichtheid is 118 inwoners per km². De burgemeester van Baselga is Ugo Grisenti.
De volgende frazioni maken deel uit van de gemeente: Miola, Faida, Ricaldo, Sternigo, Montagnaga, Baselga, Vigo, Tressilla, San Mauro, Rizzolaga.

## Geografie
Baselga di Piné grenst aan de volgende gemeenten: Valfloriana, Segonzano, Lona-Lases, Bedollo, Telve, Palù del Fersina, Fornace, Sant'Orsola Terme, Pergine Valsugana.

## Sport
In Nederland is Baselga di Piné vooral bekend om zijn schaatsbaan. Door de hoge ligging van de ijsbaan, 1000 meter, is het een van de snelste onoverdekte schaatsbanen ter wereld.

## Partnersteden
Heerenveen (Nederland)

## Geboren
- Roberto Sighel (1967), schaatser